# Проказна (Бессоновский район)
Прока́зна — село в Бессоновском районе Пензенской области. Входит в состав Проказнинского сельсовета.

## География
Село находится в центральной части Пензенской области, на расстоянии примерно в 28 км (по прямой) к северо-востоку от села Бессоновка, административного центра района.

### Часовой пояс
Село Проказна, как и вся Пензенская область, находится в часовой зоне МСК (московское время). Смещение применяемого времени относительно UTC составляет +3:00.

## Население
| 1710  | 1782  | 1864  | 1877  | 1897  | 1910  | 1926  |
| ----- | ----- | ----- | ----- | ----- | ----- | ----- |
| 175   | ↗921  | ↘896  | ↗1015 | ↗1243 | ↗1418 | ↗1737 |
| 1930  | 1959  | 1979  | 1989  | 1996  | 2002  | 2010  |
| ↗1950 | ↘1450 | ↘1080 | ↘742  | →742  | ↘582  | ↘518  |

### Национальный состав
Согласно результатам переписи 2002 года, в национальной структуре населения русские составляли 95 % из 582 чел.